# Baie de Middendorff
Pour les articles homonymes, voir Middendorf.
La baie de Middendorff (en russe : Залив Миддендорфа) est une baie qui s'enfonce profondément à l'intérieur de la péninsule de Taïmyr. Elle est située au sud-ouest de l'archipel de Nordenskiöld dans la mer de Kara et s'ouvre en direction de l'ouest. La baie est délimitée à l'est par la péninsule Zaria, nommée d'après le navire du baron Eduard von Toll, le Zaria. Au nord de la péninsule Zaria se trouve un petit golfe, le Boukhta Kolomeïtseva, nommée d'après le capitaine N. N. Kolomeïtsev, le commandant du Zaria.
La baie de Middendorff et les îles voisines sont rattachées administrativement au kraï de Krasnoïarsk et elles font partie de la réserve naturelle du Grand Arctique, la plus grande réserve naturelle de Russie.
La côte entourant la baie de Middendorff est recouverte par la toundra. À l'intérieur de la baie se trouvent de nombreuses petites îles et groupes d'îles, les principales sont l'île Gavrilova Island, les îles Chren, les îles Krusenstern et, en s'éloignant des côtes, les îles Beloukha et Prodolgovatyy. Les petites îles Myachina sont situées à 3 km au large du cap Vilda, à l'ouest de la baie le long de la côte.
Le climat dans les environs est très rude, les hivers sont longs et froids, le blizzard et les tempêtes sont fréquentes. Cette baie désolée est gelée pendant neuf mois par an et n'est jamais complètement libre de glace, y compris pendant les mois d'été. 

## Histoire
Cette baie est explorée par le géologue russe Eduard von Toll pendant l'expédition arctique russe de 1900-1903. Elle est nommée en l'honneur d'Alexander Theodor von Middendorff, un zoologiste, historien et explorateur russe, d'origine germano-balte.